# Coppa del Mondo di gobbe in parallelo
La Coppa del Mondo di gobbe in parallelo è un trofeo assegnato annualmente dalla Federazione Internazionale Sci (FIS), al freestyler ed alla freestyler che hanno ottenuto il punteggio complessivo più alto nelle gare di gobbe in parallelo del circuito della Coppa del Mondo di freestyle. Il trofeo è stato assegnato nelle stagioni dalla 1996/1997 alla 2002/2003, esclusa la 2001/2002, e a partire dalla 2021/2022. È uno delle tre Coppe assegnate per le gobbe, insieme alla Coppa del Mondo generale di gobbe e alla Coppa del Mondo di gobbe.

## Albo d'oro
| Stagione  | Uomini               | Uomini    | Donne              | Donne       |
| Stagione  | Vincitore            | Nazionale | Vincitrice         | Nazionale   |
| --------- | -------------------- | --------- | ------------------ | ----------- |
| 1995/1996 | Jesper Rönnbäck      | Svezia    | Candice Gilg       | Francia     |
| 1996/1997 | Thony Héméry         | Francia   | Candice Gilg (2)   | Francia     |
| 1997/1998 | Jesper Rönnbäck (2)  | Svezia    | Kari Traa          | Norvegia    |
| 1998/1999 | Thony Héméry (2)     | Francia   | Michelle Roark     | Stati Uniti |
| 1999/2000 | Janne Lahtela        | Finlandia | Kari Traa (2)      | Norvegia    |
|           |                      |           |                    |             |
| 2001/2002 | Richard Gay          | Francia   | Christine Gerg     | Germania    |
| 2002/2003 | Janne Lahtela (2)    | Finlandia | Margarita Marbler  | Austria     |
|           |                      |           |                    |             |
| 2021/2022 | Mikaël Kingsbury     | Canada    | Jakara Anthony     | Australia   |
| 2022/2023 | Mikaël Kingsbury     | Canada    | Perrine Laffont    | Francia     |
| 2023/2024 | Mikaël Kingsbury     | Canada    | Jakara Anthony (2) | Australia   |
| 2024/2025 | Mikaël Kingsbury (4) | Canada    | Jaelin Kauf        | Stati Uniti |